# Agustín Marín y Bertrán de Lis
Agustín Marín y Bertrán de Lis (Madrid, 22 de octubre de 1877-Alquife, 29 de septiembre de 1963) fue un ingeniero de minas español.

## Biografía
Ingeniero de Minas por la Escuela de Madrid (1900). Realizó investigaciones sobre el terreno y en una de ellas descubrió minas de sal potásica en Cataluña a raíz del descubrimiento de una pequeña masa de silvina. En 1930 fue nombrado académico de la Real Academia de Ciencias Exactas, Físicas y Naturales. Tomó posesión el año siguiente con el discurso "Desarrollo histórico de las aplicaciones de la Geología".
Fue director general de Minas y Combustibles y presidente del Instituto de la Ingeniería de España (1936-1937, 1950-1951 y 1956-1957). Tras la guerra civil española presidió el Instituto Geológico y Minero de España (1940-1947) y la empresa minera Adaro, que explotaba las minas de Rodalquilar. Vocal de la Carta Geológica Internacional de África y de la Comisión de la Mecánica del Suelo y del Mapa Carbonífero.
Miembro de las Sociedades Geológicas de Francia, Bélgica y Londres, del Instituto de Coimbra. Recibió las cruces de la Orden del Mérito Civil (1916), de la Orden Civil de Alfonso X el Sabio, de la Orden de Cisneros y de la Orden de la Medahuia, así como la Legión de Honor. Sus restos se encuentran en Aranjuez.

## Obras
- El petróleo en España (1947)
- Minería de la potasa Madrid : Potasas Españolas, 1950